# Anthony Onyemuche Ekpo
Anthony Onyemuche Ekpo (Umudike, 24 de setembro de 1981) é um sacerdote católico nigeriano, subsecretário do Dicastério para o Serviço do Desenvolvimento Humano Integral desde 2023.

## Biografia
Em 30 de julho de 2011 foi ordenado sacerdote e incardinado na diocese de Umuahia. Após a ordenação, Ekpo estudou na Austrália, obtendo o doutorado em Teologia Sistemática na Universidade Católica Australiana em 2013, e em Roma, obtendo o doutorado em Direito Canônico na Pontifícia Universidade Gregoriana em 2021. Em 5 de setembro de 2016, começou a trabalhar na Secção de Assuntos Gerais da Secretaria de Estado do Vaticano.
Foi nomeado Capelão de Sua Santidade em 17 de março de 2023 e em 18 de abril seguinte, foi nomeado pelo Papa Francisco como subsecretário do Dicastério para o Serviço do Desenvolvimento Humano Integral.